# Sionisme religieux
Pour les articles homonymes, voir Sionisme (homonymie).

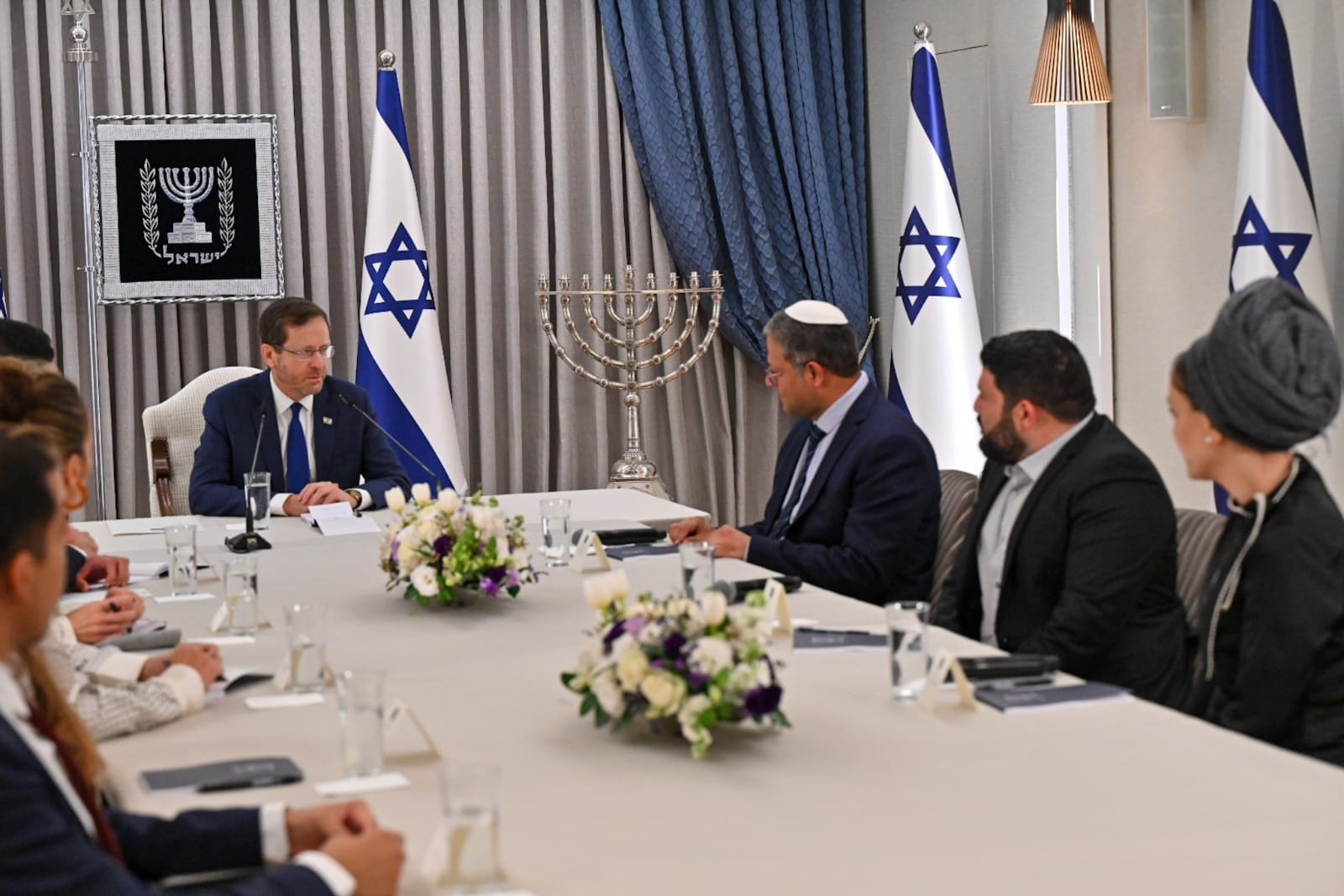
Le président Isaac Herzog recevant en audience des représentants du parti Otzma Yehudit, un parti sioniste religieux (2022).

Le sionisme religieux, ou mouvement religieux sioniste, est une idéologie combinant sionisme et judaïsme orthodoxe, avec pour objectif de concilier la réalisation du sionisme avec les principaux fondements de la Torah.
Dans ce sens, il apparaît nécessaire aux sionistes-religieux de s'investir au sein de la société et des institutions israéliennes afin de prêcher une compatibilité, à leurs yeux évidente, entre vie religieuse et vie citoyenne, et surtout d'orienter l'adoption de politiques publiques et autres décisions conformes à cette vision de l’État. Cela explique par ailleurs, une très grande politisation de ses partisans et surtout une très forte motivation à servir l’État et l'armée puisque l’État d'Israël est défini comme sacré pour le peuple juif (sa terre, ses institutions, son identité juive, etc.). Ce phénomène est visible au sein de l'armée, notamment dans les unités combattantes (surtout d'élites) au sein desquelles, il a été remarqué une très forte représentation des conscrits issus des mouvements sionistes-religieux, par rapport à leur réel poids démographique au sein de la société israélienne.
Il se combine souvent (bien que ne se confondant pas) avec le judaïsme orthodoxe moderne (courant Dati leumi), plus rarement avec le judaïsme haredi (courant Chardal). Le parti Mizrahi en fut la première incarnation historique, mais de nombreux autres partis ont fait leur apparition depuis.

## Ouvrages sionistes religieux
- Eim HaBanim Semeichah; Eretz Yisrael, Redemption and Unity par le Rav Yisachar Shlomo Teichtal
- Orot HaKodesh (Les Lumières de la Sainteté) du Rav Avraham Yitz'hak Kook
- Kol HaTor (La Voix de la Colombe) du Rav Hillel Rivlin

## Partis politiques
À la suite des élections législatives de 2022, les partis sionistes religieux représentent 14 sièges sur les 120 du parlement israélien :
- Parti national religieux - Sionisme religieux (7 sièges)
- Force juive (6 sièges)
- Noam (1 siège)